# Liste von Bergwerken im Saarpfalz-Kreis

Kommunen im Saarpfalz-Kreis.

Die Liste von Bergwerken im Saarpfalz-Kreis führt die Gruben, Bergwerke, Stollen und andere unter das Bergrecht fallende Betriebspunkte im Saarpfalz-Kreis, Saarland, auf. 

## Geschichte
Der Bergbau im Saarland existierte bereits in keltischer Zeit und ist seit 1429 urkundlich nachgewiesen. Überwiegend wurde Steinkohle abgebaut. Mit der einsetzenden Industrialisierung Deutschlands ab 1850 sorgte die stark gestiegene Nachfrage nach Kohle für eine enorme Ausdehnung des Bergbaus an der Saar. Im Juni 2012 endete der Kohlebergbau im Saarland mit der Schließung des Bergwerks Saar. Die Kalksteingrube Auersmacher wird seit 2017 nur noch im Standby vorgehalten.

## Liste
| Name                    | Gemeinde/Stadt | Bemerkungen | Teufe (m) | Beginn | Ende               | RAG-Nr. / Quelle | Lage | Bild |
| ----------------------- | -------------- | --- | --------- | ------ | ------------------ | ---------------- | ---- | ---- |
| Consolidiertes Nordfeld |                | Stollen Nordfeld; Kohle; 1905 nach Schließung des Bergwerks durch Schlagwetterexplosion eingebrochen                                                                                    |           | 1894   | 1905               | SM 20012         | Lage |      |
| Consolidiertes Nordfeld |                | Fortunaschacht; Kohle | 631       | 1889   | 1939               | S20002           | Lage |      |
| Consolidiertes Nordfeld |                | Schacht Wilhelmine; Kohle | 867       | 1894   | 1905               | S 20001          | Lage |      |
| Frankenholz             |                | Hangardschacht, auch genannt: Frankenholz 5; Kohle; ausziehender Wetterschacht; später zu Grube St. Barbara                                                                             | 604       | 1937   | 1984               | S 20151          | Lage |      |
| Frankenholz             |                | Frankenholz 1; Kohle; Hauptförderschacht der Grube Frankenholz | 721       | 1879   | 1960               | S 20003          | Lage |      |
| Frankenholz             |                | Frankenholz 2; Kohle; Förderung, Seilfahrt und Wetterschacht | 905       | 1882   | 1959               | S 20004          | Lage |      |
| Frankenholz             |                | Frankenholz 6; Kohle; Ziegelsteinmauerung erhalten | 15        | 1938   | 1939               | [ 2 ]            | Lage |      |
| Frankenholz             |                | Klemmlochstollen; Kohle; Markierungspfahl, Bruchsteine und Ziegelsteine sichtbar |           | 1873   |                    | SM 20032         | Lage |      |
| Frankenholz             |                | Versuchsstollen C; Kohle; Quelle vermutlich aus Resten des Stollens gespeist |           | 1873   |                    | [ 3 ]            | Lage |      |
| Mittelbexbach           |                | Ventilatorschacht Wasserberg; Kohle | 40        | 1898   | 1936               | S 20013          | Lage |      |
| Mittelbexbach           |                | Schacht Hangard 1; Kohle | 23        |        | 1936               | [ 3 ]            | Lage |      |
| Mittelbexbach           |                | Schacht Hangard 2; Kohle | 38        | 1874   | 1936               | [ 3 ]            | Lage |      |
| Mittelbexbach           |                | Schacht Weiherwald; Kohle | 105       | 1902   | 1936               | [ 3 ]            | Lage |      |
| St. Ingbert             |                | Birkelbachschacht; Kohle; 1925 außer Betrieb gestellt und abgedeckt; Verfüllungen 1926. 1967 und 1982                                                                                   | 86        | 1922   | 1925               | S 20122          | Lage |      |
| St. Ingbert             |                | R-Stollen; Kohle; Erschloss Flöze oberhalb der Rischbachstollensohle; ab 1933 zur Wasserableitung genutzt                                                                               |           |        |                    | SM 20424         | Lage |      |
| St. Ingbert             |                | Rothellschacht, auch genannt: Versuchsschacht in der Rothell; Kohle; Versuchsschacht zur Erkundung des südlichen St. Ingberter Grubenfeldes; Widerlager des Fördergerüstes gut erhalten | 441       | 1895   | 1913               | S 20127          | Lage |      |
| St. Ingbert             |                | Rischbachstollen, auch genannt: Sulzbach-Stollen; Kohle; Verlängerung des Stollens A aus Schnappach nach St. Ingbert, durchschlägig 1852                                                |           | 1852   | 1959               | [ 3 ]            | Lage |      |
| St. Ingbert             |                | Stollen; Kohle; Seitenstollen, steht mit dem Rischbachstollen in Verbindung, Teil des Besucherbergwerks                                                                                 |           |        |                    | [ 3 ]            | Lage |      |
|                         |                | Stockerschacht; Kohle; 1872 wegen starken Wasserzuflusses eingestellt, ohne auf Kohle gestoßen zu sein.                                                                                 | 62        | 1871   | 1923 (oder früher) | [ 3 ]            | Lage |      |